# Béatrice II de Bourgogne
Pour les articles homonymes, voir Béatrice de Bourgogne.
Béatrice II de Bourgogne (1193-1231), née Béatrice de Hohenstaufen, fut comtesse palatine de Bourgogne, duchesse d'Andechs et de Méranie par son mariage avec le duc Othon Ier d'Andechs et de Méranie.

## Biographie
Née en 1193, Béatrice est la seconde fille du comte Othon Ier de Bourgogne et de Marguerite de Blois (1170-1230), fille du comte Thibaut V de Blois et de Chartres et d'Alix de France (elle-même fille du roi Louis VII de France et de sa première épouse Aliénor d'Aquitaine). Sa sœur aînée, la future comtesse Jeanne Ire, est née deux ans auparavant (1191).
Le 13 janvier 1200, son père est assassiné à Besançon à l'âge de 30 ans. Sa fille aînée Jeanne 1re lui succède comme comtesse de Bourgogne à l'âge de 9 ans, mais elle meurt en 1205, âgée seulement de 14 ans. Béatrice devient alors comtesse de Bourgogne.
En 1208, elle épouse le duc Othon Ier d'Andechs et de Méranie qui devient, par son mariage, comte palatin de Bourgogne sous le nom d'Othon II de Bourgogne, et dont elle a un fils la même année, le futur comte Otton III de Bourgogne. L'année suivante (1209) naît leur fille, la future comtesse Alix Ire de Bourgogne.
La comtesse Béatrice II de Bourgogne meurt en 1231, à l'âge de 40 ans.

## Succession
Le 7 mai 1234, son mari Othon II de Bourgogne meurt, leur fils Othon III lui succède comme  comte palatin de Bourgogne. En 1248, lorsque le comte Othon III meurt à son tour sans héritier, le comté échoit à sa sœur, la comtesse Alix Ire.